# Brill Cagliari 1968-1969
Nella stagione 1968-1969, la Brill Cagliari ha disputato il campionato di Serie B Nazionale,  secondo livello del Basket italiano nel girone B.
Concluse il campionato al primo posto, nel proprio girone e successivamente nello spareggio promozione batté con il risultato di 62-56 la Libertas Brindisi con cui era giunta a pari punti in campionato.
Nella finale per il titolo nazionale di Serie B incontrò i vincitori del girone A della Splugen Brau Gorizia che ebbero la meglio con il punteggio di 86-66 in casa della Brill.
In Coppa Italia superò al primo turno la Dinamo Sassari, per poi essere sconfitta nei sedicesimi di finale dalla Ramazzotti Roma.

## Roster
|  | Naz.              | Ruolo | Sportivo           | Anno | Alt. | Peso |  |
|  | ----------------- | ----- | ------------------ | ---- | ---- | ---- |  |
|  | Italia (bandiera) |       | Blasizza           |      |      |      |  |
|  | Italia (bandiera) |       | Borghetti          |      |      |      |  |
|  | Italia (bandiera) | A     | Giuseppe Correddu  |      |      |      |  |
|  | Italia (bandiera) |       | Franco Cruccas     |      |      |      |  |
|  | Italia (bandiera) |       | Marchetti          |      |      |      |  |
|  | Italia (bandiera) |       | Natalini           |      |      |      |  |
|  | Italia (bandiera) | G     | Alberto Pedrazzini |      |      |      |  |
|  | Italia (bandiera) |       | Angelo Pulin       |      |      |      |  |
|  | Italia (bandiera) |       | Piero Rigucci      |      |      |      |  |
|  | Italia (bandiera) |       | Sabatini           |      |      |      |  |
|  | Italia (bandiera) | C     | Claudio Velluti    |      |      |      |  |